# Zyklische Eyewall-Neubildung

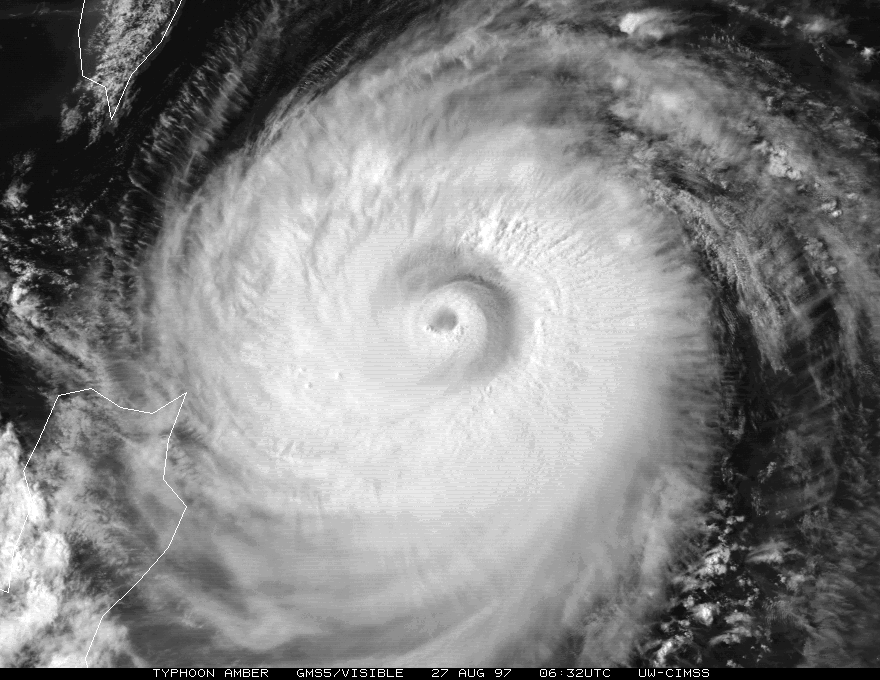
Taifun Amber unterzieht sich einer Eyewall-Neubildung. Innere und äußere Eyewall sind gut zu unterscheiden.

Zyklische Eyewall-Neubildungen (engl. eyewall replacement cycles) ereignen sich meist in starken tropischen Wirbelstürmen der Kategorie 3 und mehr auf der Saffir-Simpson-Hurrikan-Windskala. Wenn tropische Wirbelstürme diese Stärke erreichen und die Eyewall kontrahiert bzw. klein genug ist, kann es passieren, dass sich einige der äußeren Regenbänder verstärken und einen zweiten Ring starker Gewitter (also eine zweite Eyewall) um das Zentrum des Sturms bilden. Diese bewegt sich langsam in Richtung Zentrum und entzieht der inneren Eyewall damit wichtige Feuchtigkeit und vor allem den Drehimpuls. Da die stärksten Winde eines tropischen Wirbelsturms in der Eyewall liegen, schwächt sich diese während des Zyklus ab. Wenn der Zyklus jedoch komplett ist und die äußere Eyewall die innere ersetzt hat, kann sich der Sturm wieder intensivieren. Mit der so erhaltenen neuen, größeren Eyewall wird das Windfeld des Sturmes ebenfalls größer. 
Die meisten starken tropischen Wirbelstürme durchlaufen mindestens einen solchen Zyklus, dabei kann die Stärke des Sturmes stark schwanken.